# Hey There Delilah
Hey There Delilah è un singolo del gruppo musicale statunitense Plain White T's, pubblicato l'8 maggio 2006 come estratto dagli album All That We Needed e Every Second Counts, rispettivamente terzo e quarto in studio.
Il brano nel giugno 2007, è diventato il primo successo del gruppo negli Stati Uniti, raggiungendo anche la vetta della classifica Billboard Hot 100. La canzone ha avuto un enorme successo in quasi tutti i paesi in cui è stata pubblicata e, in occasione della cinquantesima edizione dei Grammy Awards, ha ricevuto una nomination come "Canzone dell'anno" e una come "Migliore performance pop di un gruppo".

## Descrizione
Il brano, scritto da Higgenson, è ispirato alla ventiquattrenne speranza olimpica Delilah DiCrescenzo, che aveva rifiutato l'autore. Higgerson ha rivelato: "Penso che sia stata la ragazza più bella che abbia mai incontrato. Le ho detto 'ho già una canzone per te'. Ovviamente non c'era ancora una canzone, ma penso di essere stato furbo". Un anno dopo l'autore ha scritto Hey There Delilah.

## Classifiche
| Classifica (2007)         | Posizione massima |
| ------------------------- | ----------------- |
| Australia                 | 3                 |
| Austria                   | 2                 |
| Belgio (Fiandre)          | 2                 |
| Brasile                   | 1                 |
| Canada                    | 1                 |
| Danimarca                 | 21                |
| Europa                    | 1                 |
| Francia                   | 26                |
| Germania                  | 1                 |
| Italia                    | 11                |
| Irlanda                   | 2                 |
| Norvegia                  | 15                |
| Nuova Zelanda             | 9                 |
| Paesi Bassi               | 8                 |
| Portogallo                | 31                |
| Repubblica Ceca           | 1                 |
| Svezia                    | 6                 |
| Svizzera                  | 9                 |
| Regno Unito               | 2                 |
| Stati Uniti               | 1                 |
| Stati Uniti (pop)         | 2                 |
| Stati Uniti (adult pop)   | 3                 |
| Stati Uniti (alternative) | 3                 |
| Stati Uniti (digital)     | 1                 |
| Stati Uniti (radio)       | 5                 |